# Якимівка (станція, Білорусь)
Якимівка (біл. Якімаўка) — станція Гомельського відділення Білоруської залізниці в Речицькому районі Гомельської області. Розташована в селищі Якимівка; на лінії Гомель — Калинковичі, між зупинним пунктом Чижовка і зупинним пунктом Копань.